# Сент-Африк
Сент-Афри́к (фр. Saint-Affrique, окс. Sant Africa) — коммуна во Франции, находится в регионе Окситания. Департамент — Аверон. Административный центр кантона Сент-Африк. Округ коммуны — Мийо.
Код INSEE коммуны — 12208.
Коммуна расположена приблизительно в 550 км к югу от Парижа, в 125 км восточнее Тулузы, в 55 км к юго-востоку от Родеза.

## Население
Население коммуны на 2008 год составляло 8112 человек.
| 1962 | 1968 | 1975 | 1982 | 1990 | 1999 | 2008 |
| ---- | ---- | ---- | ---- | ---- | ---- | ---- |
| 7142 | 7674 | 8223 | 8475 | 7798 | 7507 | 8112 |

## Климат
| Показатель                      | Янв. | Фев. | Март | Апр. | Май  | Июнь | Июль | Авг. | Сен. | Окт. | Нояб. | Дек. | Год  |
| ------------------------------- | ---- | ---- | ---- | ---- | ---- | ---- | ---- | ---- | ---- | ---- | ----- | ---- | ---- |
| Средний суточный максимум, °C   | 6    | 8    | 11   | 13,5 | 17,5 | 22   | 27   | 25   | 22,5 | 17   | 11    | 8    | 15,7 |
| Средний суточный минимум, °C    | 0    | 2    | 4    | 5    | 8,5  | 11   | 14   | 14   | 12   | 9    | 4,5   | 2    | 7,2  |
| Норма осадков, мм               | 68   | 55   | 49   | 68   | 80   | 68   | 42   | 61   | 72   | 82   | 63    | 68   | 776  |
| Источник: Relevé météo des Mées |      |      |      |      |      |      |      |      |      |      |       |      |      |

## Экономика
В 2007 году среди 4775 человек в трудоспособном возрасте (15—64 лет) 3306 были экономически активными, 1469 — неактивными (показатель активности — 69,2 %, в 1999 году было 68,5 %). Из 3306 активных работали 3004 человека (1581 мужчина и 1423 женщины), безработных было 302 (142 мужчины и 160 женщин). Среди 1469 неактивных 581 человек были учениками или студентами, 480 — пенсионерами, 408 были неактивными по другим причинам.

## Достопримечательности
- Старый мост XIII века. Памятник истории с 1886 года[3]
- Дольмен Тьерг. Памятник истории с 1889 года[4]
- Замок Ма-Ружье (XIV век). Памятник истории с 1889 года[5]

## Фотогалерея

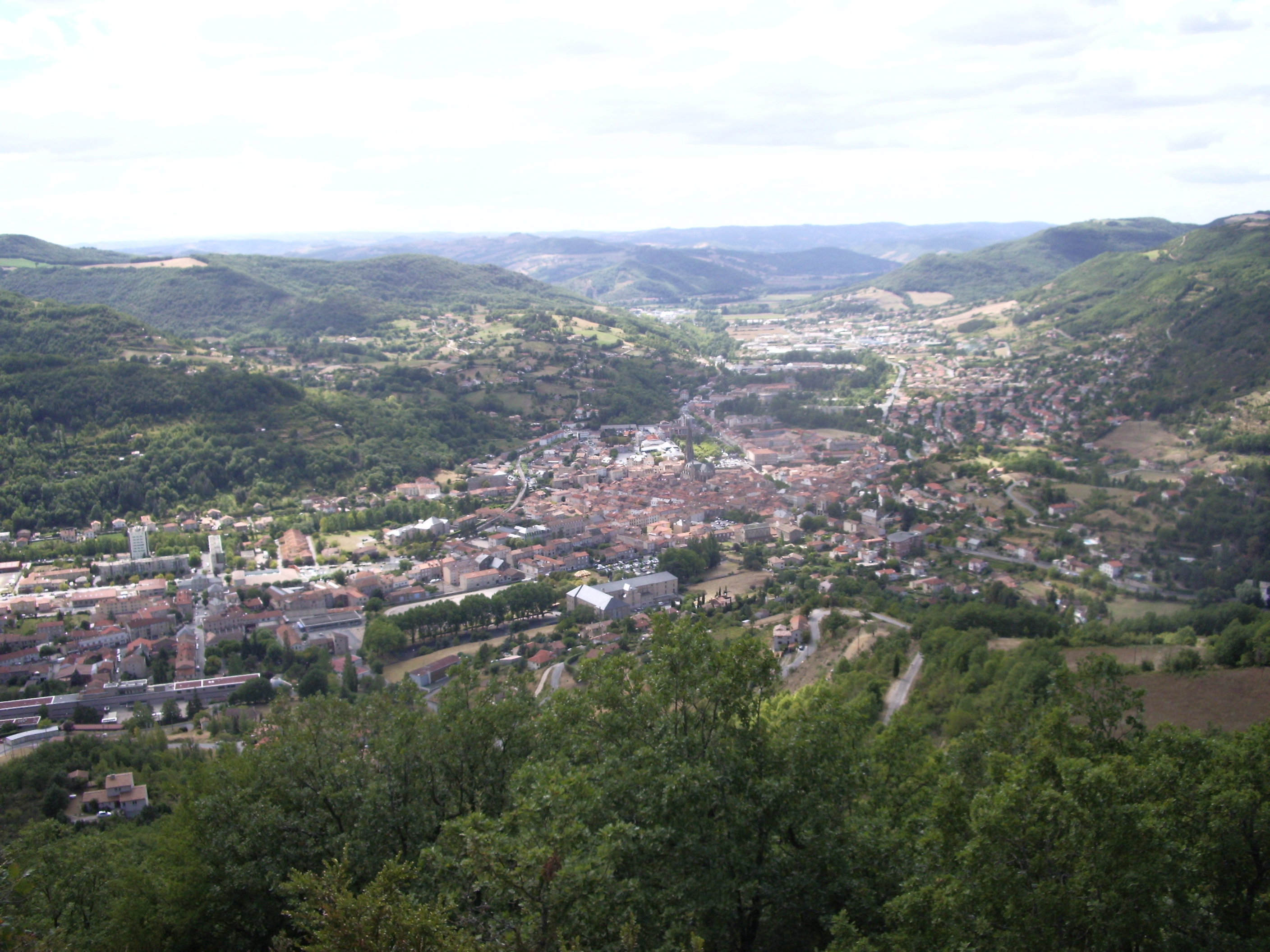
Сент-Африк
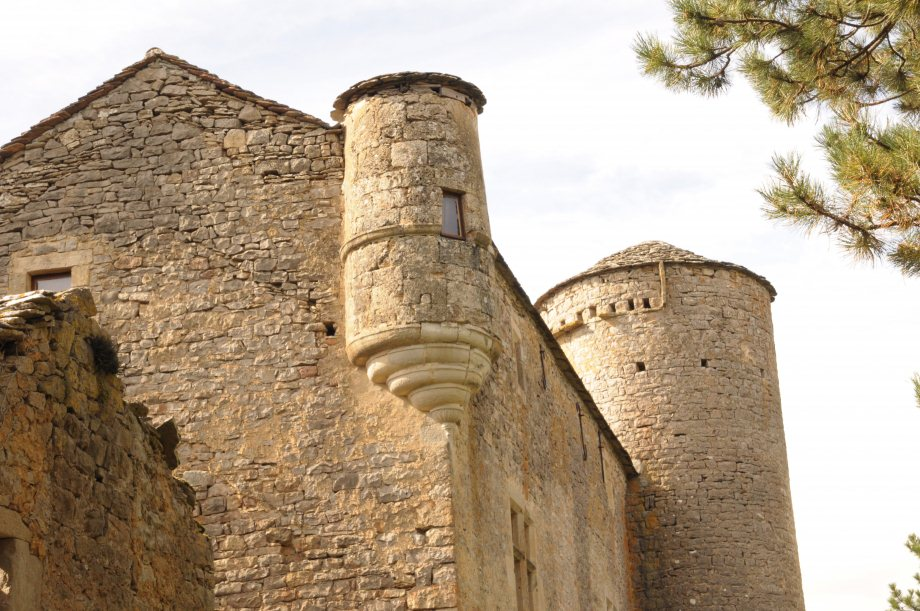
Замок Ма-Ружье
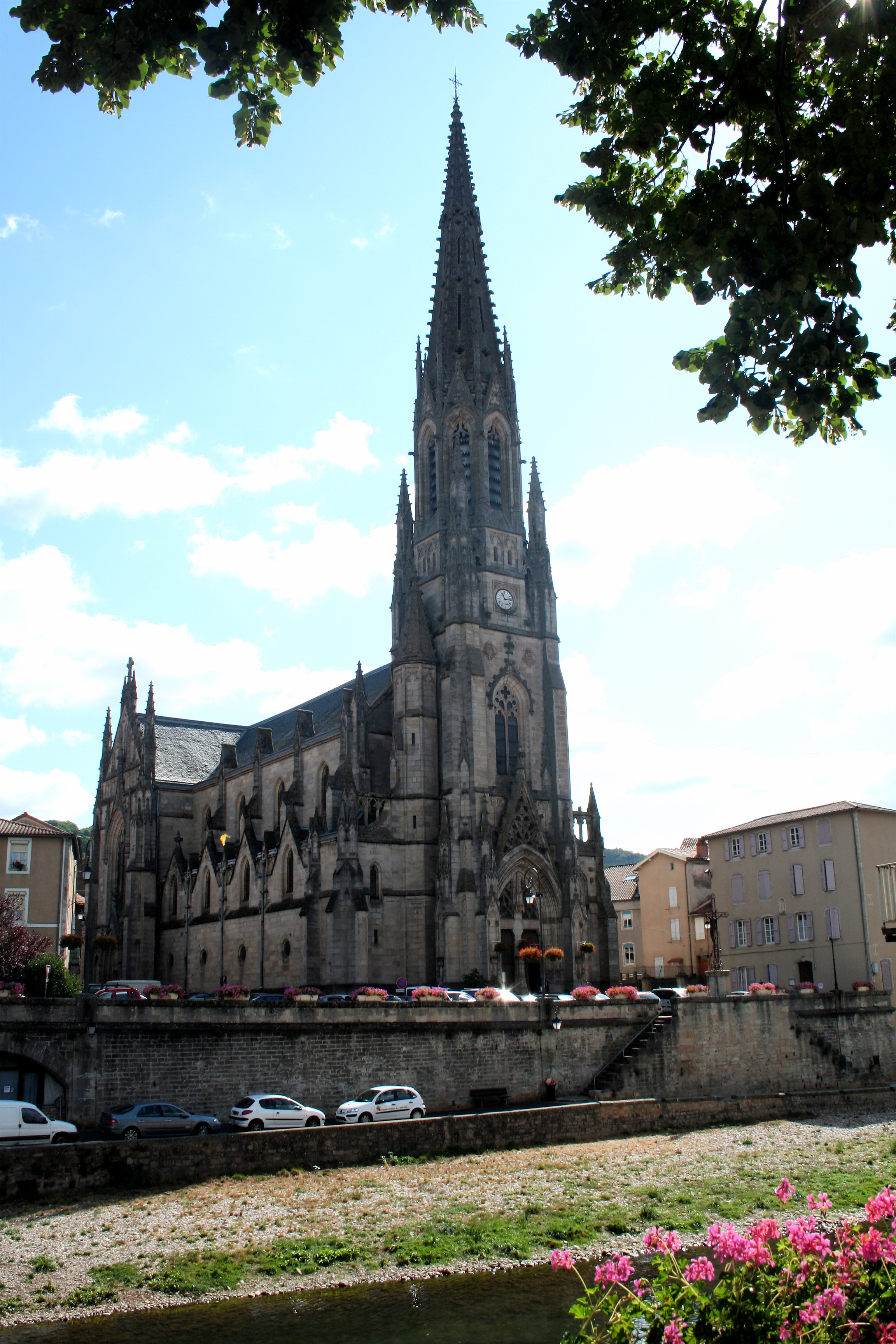
Церковь
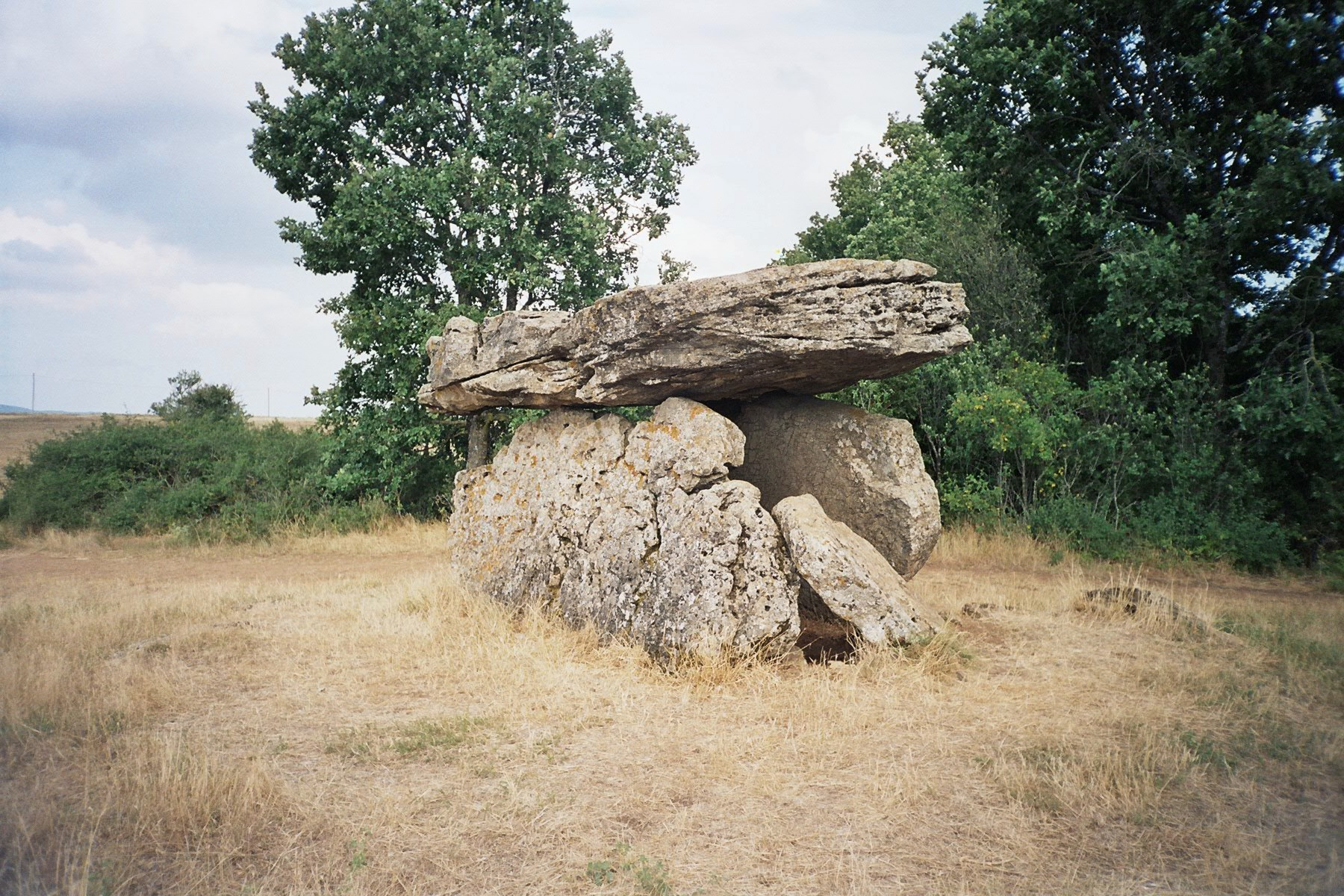
Дольмен Тьерг
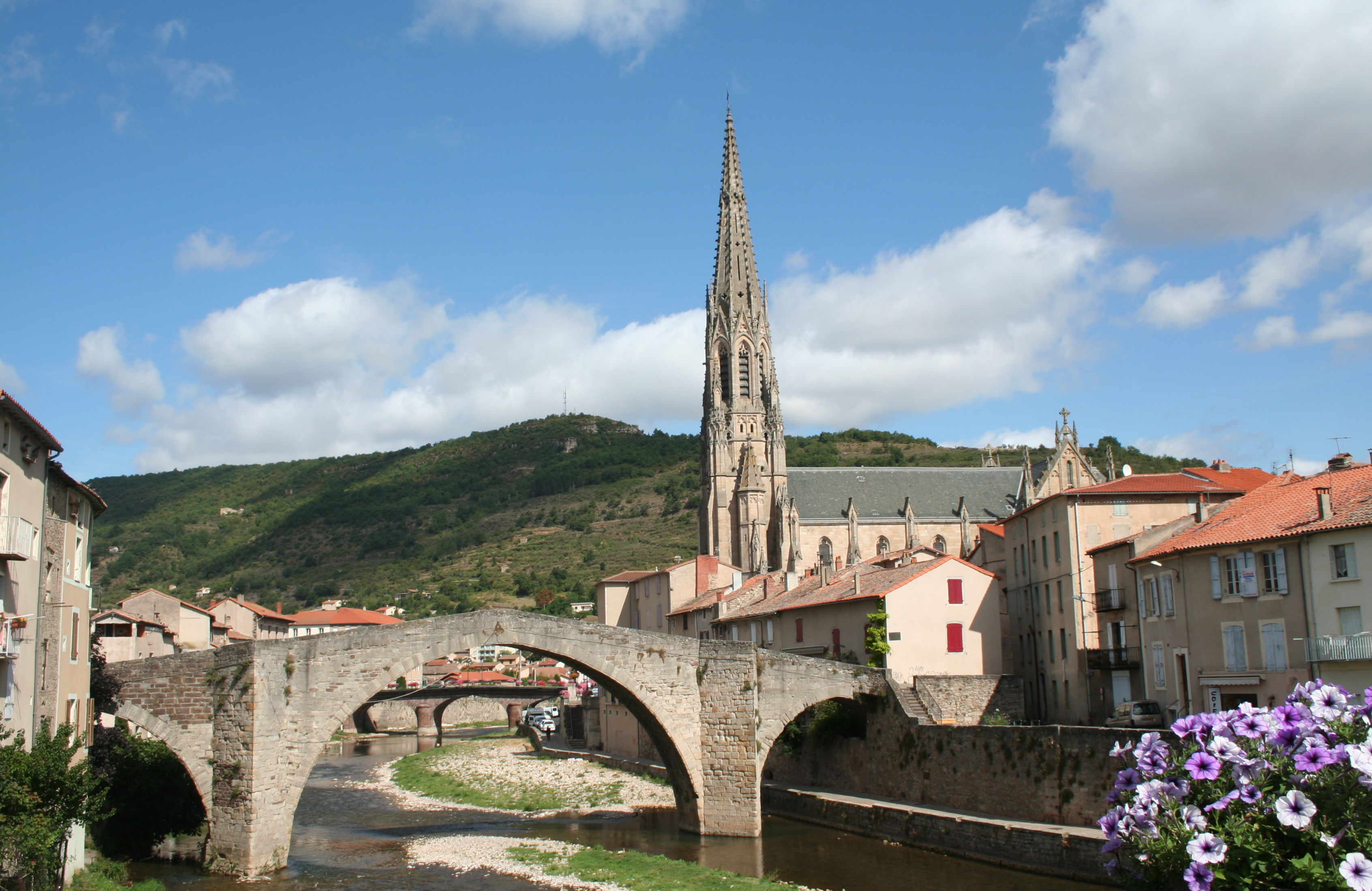
Старый мост